# وارن بریتینگهام
وارن بریتینگهام (انگلیسی: Warren Brittingham; ۲ سپتامبر ۱۸۸۶ – ۱۹ دسامبر ۱۹۶۲) بازیکن فوتبال اهل ایالات متحده آمریکا بود.
وی در بازی‌های المپیک تابستانی ۱۹۰۴ به مدال نقره دست پیدا کرده‌است.